# Miconia trianae
Miconia trianae är en tvåhjärtbladig växtart som beskrevs av Célestin Alfred Cogniaux. Miconia trianae ingår i släktet Miconia och familjen Melastomataceae. Inga underarter finns listade i Catalogue of Life.